# Satu Mare (Suceava)
Satu Mare è un comune della Romania di 4 355 abitanti, ubicato nel distretto di Suceava, nella regione storica della Bucovina.
Il comune è formato dall'unione di 2 villaggi: Satu Mare e Țibeni.